# Mástaura (Caria)
Mástaura (en griego antiguo fue una pequeña población ubicada en la histórica región de Caria, que bajo el Imperio romano estuvo incorporada a la provincia de Asia.

## Ubicación
La moderna aldea de Mástaura se encuentra en el actual distrito de Nazilli en la provincia de Aydın, Turquía asiática. Mástaura estaba situada al norte de la antigua Caria, al pie del monte Messogis, en el pequeño río Chrysaoras, entre Tralles y Trípoli (Frigia).

## Historia
Algunas fuentes hablan de la ciudad como perteneciente originalmente a Lidia, un reino en el que Creso (r. 560-546 a. C.) incorporó brevemente a Caria.
Plinio el Viejo menciona que la ciudad tenía como capital provincial a Éfeso y, por tanto, en su época, en el siglo I, pertenecía a la provincia romana de Asia. El geógrafo Estrabón menciona que la ciudad estaba en el valle del río Menderes.
El 16 de octubre de 1836, William John Hamilton visitó las ruinas, entonces cubiertas de encinas, arbustos y zarzas.
Las ruinas de la ciudad se encuentran esparcidas por las diferentes partes de la aldea de Mástaura y están ubicadas en tierras agrícolas con olivares, higueras y viñedos. Se aprecia un teatro parcialmente conservado, cuya cávea ahora está ocupada por un olivar, escalinatas y las ruinas de una necrópolis es lo que puede contemplarse a simple vista.

## Anfiteatro de Mástaura
El arqueólogo turco Sedat Akkurnaz excavó el lugar en agosto de 2020, lleno de maleza, siguiendo el libro del William John Hamilton, descubriendo así el anfiteatro que se ha podido consolidar en la campaña arqueológica de 2021, determinando su construcción a principios del siglo III, con un diámetro del eje mayor de alrededor de 100 m X 30 m de ancho, con muros de 15 m, por lo que se estima que podría albergar entre 15.000 y 20.000 espectadores.

## Monedas
Mástaura tuvo el privilegio de tener acuñación de monedas, conservámndose algunas de ellas.

## Obispado
Michel Le Quien asigna a la ciudad cuatro obispos conocidos: Teodosio asistió tanto al Concilio de Éfeso en 431 como al Segundo Concilio de Éfeso (Latrocinio de Éfeso) en 449. Su sustituto, Sabacio, pidió al obispo Hesperio de Pitanae que lo representara en el Concilio de Calcedonia de 451. Teodoro participó en el Tercer Concilio de Constantinopla en 680. Constantino fue uno de los padres del Segundo Concilio de Nicea en 787. A estos cuatro se puede agregar un Baanes que estuvo en el Concilio Fotiano de Constantinopla (879), pero no está claro si fue obispo de Mástaura en Asia o de Mástaura en Licia. [13]
Ya no es un obispado residencial, Mastaura en Asia está hoy catalogado por la Iglesia Católica como sede titular. [14]
Le Quien assigns to the city four named bishops. Theodosius attended both the Council of Ephesus in 431 and the Robber Council of Ephesus in 449. His replacement Sabatius asked Bishop Hesperius of Pitanae to represent him at the Council of Chalcedon in 451. Theodorus took part in the Third Council of Constantinople in 680. Constantinus was one of the fathers of the Second Council of Nicaea in 787.[12] To these four may be added a Baanes who was at the Photian Council of Constantinople (879), but it is unclear whether he was bishop of Mastaura in Asia or of Mastaura in Lycia.
Ya no es un obispado con residencia, Mastaura en Asia figura hoy como sede titular de la Iglesia católica.